# Надвисокочастотний розряд
Надвисокочасто́тний розря́д (НВЧ розряд, мікрохвильовий розряд) — електричний розряд у газах, створюваний змінним електричним полем із частотою 109 — 1011 Гц.
НВЧ розряди класифікують за способом збудження:
- НВЧ розряд у хвилеводі;
- НВЧ розряд у резонаторі. Завдяки резонансу, цей спосіб дозволяє відносно легко отримувати в лабораторних умовах НВЧ розряди з напруженістю поля аж до 106 В/см.
- НВЧ розряд у вільному просторі.

## НВЧ розряд у техніці
НВЧ розряд використовується в плазмотронах, у плазмохімічних реакторах.
Паразитний НВЧ розряд може виникати навколо деталей потужних НВЧ приладів, зокрема у вакуумі, розвиваючись за рахунок вторинної електронної емісії, і тим самим обмежуючи потужність цих приладів.

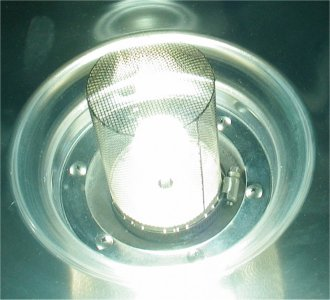
Сірчана лампа

НВЧ розряд використовують для безелектродного збуджування атомів, наприклад, в сірчаних безртутних люмінесцентних лампах, в яких НВЧ розряд використовується для збудження атомів сірки.
Існують також проєкти з очищення атмосфери Землі від фреонів за допомогою висотних НВЧ розрядів.